# 고가 미치쓰네

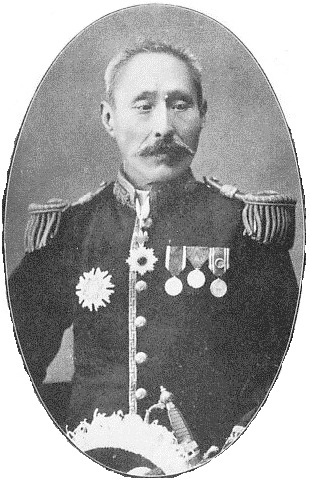
고가 미치쓰네 후작

고가 미치쓰네(久我通久)는 막말의 공경, 제국 시대의 화족, 정치인이다. 작위는 후작. 도쿄부지사를 역임하였다.
|  | 제1대 고가 후작가 당주 1884년 ~ 1921년 | 후임 고가 쓰네미치 |

| 전임 고가 다케미치 | 고가가 당주 | 후임 고가 쓰네미치 |